# 德意志湾

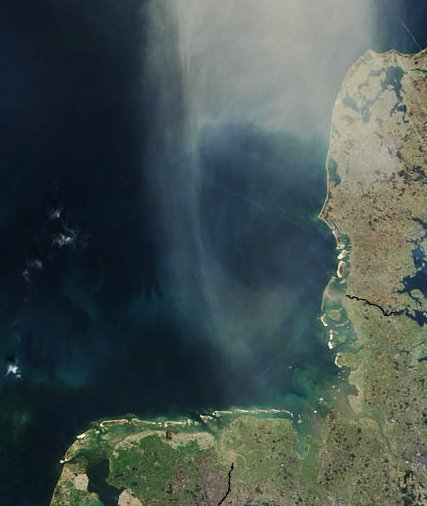
德意志湾的卫星图像

德意志湾又称德国湾（德語：Deutsche Bucht) 是丹麦-德国-荷兰海岸的一个北海海湾。它的面积约77,000平方公里，其中有3,000平方公里属于瓦登海。

## 地理位置
德国湾位于欧洲大陆架上，从西弗里西亚群岛（荷兰）通过东弗里西亚群岛和北弗里西亚群岛（德国）延伸到日德兰半岛附近的丹麦瓦登海群岛（丹麦）。海湾的西北边界是位于北海的多格滩。海湾的中心岛屿是黑尔戈兰岛，而黑尔戈兰岛又是黑尔戈兰湾的西北边界。
在位于黑尔戈兰岛正西南方的黑尔戈兰盆地以及多格滩东南方向的一个盆地（与此位置同在日德兰岛外），德国湾在每种情况下都高达56米的深都。艾德河、易北河、威悉河、亚德河和埃姆斯河自东北向西南依次流入海湾。大陆架的德国部分从东南到西北穿过德国湾，从大陆指向多格滩，称为鸭嘴。

## 经济用途

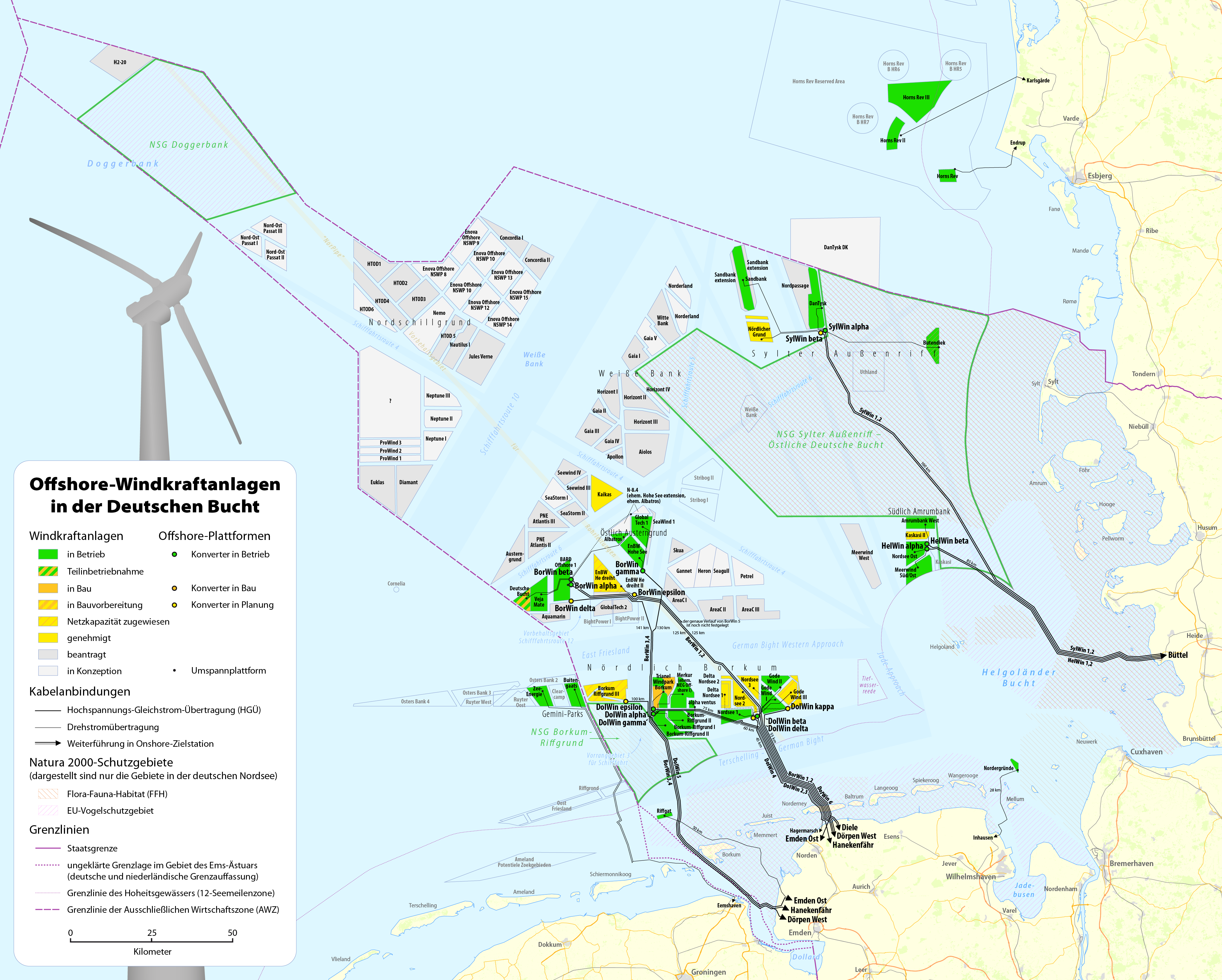
德国湾的海上风电场分布

世界上最繁忙的航道之一位于德国湾的南部，从汉堡和易北河口通往多佛海峡和英吉利海峡。
德国专属经济区有许多海上风电场项目，其中一些（例如巴尔德一号海上风电场 、梅尔文海上风电场和北海东部海上风电场) 已经完工并用于发电。

## 保护区
在德国湾、其沿海郊区和几个岛屿上有许多（德国）保护区：  

### 生物圈保护区
这些生物圈保护区位于海湾内：汉堡瓦登海、下萨克森瓦登海和石勒苏益格-荷尔斯泰因瓦登海和哈利根。

### 动植物栖息地
这些动植物特别保育区(FFH) 位于海湾：博尔库姆礁石地、多格滩、锡尔特南部沙丘景观、锡尔特北部和中部沙丘和希斯兰景观、北锡尔特沙丘和希斯兰景观、汉堡瓦登海国家公园、赫尔戈兰与赫尔戈兰岩架、洪德和帕普桑、东锡尔特海岸景观、阿姆鲁姆海岸和沙丘景观、下萨克森瓦登海国家公园、石勒苏益格-荷尔斯泰因州瓦登海和邻近沿海地区的NTP、兰图姆盆地、石勒苏益格-荷尔斯泰因州易北河口和邻近地区、石地、锡尔特外礁、下易北河、下和外埃姆斯河、下威悉河和不来梅港附近威悉河。

### 景观保护区
这些景观保护区 (LSG) 位于海湾：迪斯马尔瓦登海。岛上还有其他LSG：阿姆鲁姆 、Archsum、锡尔特岛的霍纳姆沙丘和荒地、 Jükermarsch和Tipken Hügel的荒地、Morsum、坎彭东北荒地、 Rantum和坎彭东南荒地。

### 国家公园
这些国家公园位于海湾内：汉堡瓦登海、下萨克森瓦登海和石勒苏益格-荷尔斯泰因瓦登海。

### 自然保护区
这些自然保护区(NSG) 位于海湾内： 贝尔特林哈德库格、博尔库姆礁、博尔库姆礁石地、汉堡哈利格Hallig（主要位于瓦登海）、黑尔格兰岩石头基地、北弗里斯兰瓦登海、锡尔特外礁 - 东德湾、红沙礁、兴登堡坝以北的瓦登海和道格班克。几个岛屿上还有其他NSG：阿姆卢姆沙丘、Baakdeel-Rantum/Sylt 、 Braderuper Heide/Sylt 、红色悬崖上的沙丘景观/锡尔特、 Hörnum-Odde/锡尔特、 Heligoland岛上的Lummenfelsen、 Morsum-Kliff 、 Nielönn/锡尔特岛、北锡尔特岛、兰图姆盆地和兰图姆沙丘/锡尔特岛。

## 二战遗留下来的军械
据德国当局称，截至2020年，约有130万吨二战军械和28万吨化学武器在德国北海沿岸沉没。  